# Aleuroplatus insularis
Aleuroplatus insularis là một loài côn trùng cánh nửa trong họ Aleyrodidae, phân họ Aleyrodinae.
Aleuroplatus insularis được Takahashi miêu tả khoa học đầu tiên năm 1941.